# کن فوجیتا
کن فوجیتا (انگلیسی: Ken Fujita؛ زادهٔ ۲۷ اوت ۱۹۷۹) بازیکن فوتبال اهل ژاپن است.
از باشگاه‌هایی که در آن بازی کرده‌است می‌توان به باشگاه فوتبال جوبیلو ایواتا اشاره کرد.